# Спасов, Александр Алексеевич
Александр Алексеевич Спасов (род. 23 сентября 1945, Баку) — советский и российский фармаколог, академик РАМН (РАН) (с 2011 года), профессор, доктор медицинских наук, заслуженный деятель науки Российской Федерации (1999), заведующий кафедрой фармакологии ВолгГМУ, советник при ректорате ВолгГМУ. Известен благодаря развитию научной школы фармакологии, связанной с поиском и изучением новых лекарственных препаратов из классов производных бензимидазола, пуринов и нейроактивных аминокислот, среди которых были выявлены активные вещества с серотонинэргической, антигистаминной, антиульцерогенной, антиконвульсивной, антиоксидантной активностью. Длительное время занимался изучением биологического действия магния и его солей.

## Научные достижения
Под руководством А. А. Спасова защищено 79 кандидатских диссертаций, им подготовлено 15 докторов наук. Является автором 71 авторского свидетельства, 28 отечественных и зарубежных патентов, научного открытия "Свойство бишофита подавлять рост и размножение патогенных и условно-патогенных микроорганизмов (диплом № 75 по заявке на открытие №А-090 от 11 марта 1998 года).
В 1999 г. А. А. Спасову присвоено почетное звание заслуженного деятеля науки Российской Федерации, с 2004 г. он член-корреспондент Российской академии медицинских наук, лауреат премии Правительства Российской Федерации 2010 года в области науки и техники, с 2011 г. — академик РАМН, затем РАН.
5 февраля 2024 года награждён орденом Пирогова за большой вклад в развитие отечественной науки, многолетнюю плодотворную деятельность и в связи с 300-летием со дня основания Российской академии наук
Среди научных работ насчитывается около 800 публикаций, 7 монографий («Влияние лекарственных средств на результаты лабораторных методов исследований» (1995), «Магний в медицинской практике» (2000) «Местная терапия бишофитом» (2003), «Российская Энциклопедия биологически-активных добавок к пище» (2007), «Гистаминовые рецепторы. Молекулярно-биологические и фармакологические аспекты» (2007), Фармакология стереоизомеров лекарственных веществ (2011), Гимнема лесная (2012). Цитируемость статей: по данным Scopus 704 (Индекс Хирша 9), в РИНЦ 2187 (индекс Хирша 14).
Входит в состав нескольких координационных консультативных комиссий при Минздравсоцразвития и Минобрнауки РФ по вопросам координации международной деятельности и обучения зарубежных граждан.
Является заместителем председателя методической комиссии по специальности «фармакология, клиническая фармакология» УМО Минздравсоцразвития РФ, членом правления Научного общества фармакологов России, диссертационного совета ВолгГМУ, редакционного совета журналов «Клиническая и экспериментальная фармакология», «Биоэтика», «Вестник ВолгГМУ», «Волгоградский научно-медицинский журнал»
А. А. Спасов принимал непосредственное участие в создании препаратов «Поликатан» (для стоматологической и ЛОР-практики), рассола бишофит, кристаллического бишофита, бишофитного пластыря, антиаритмического средства «Ритмидазол» (совместно с НИИ фармакологии РАМН), антидиабетического средства «Диабенол» (совместно с НИИ диабета РЭНЦ РАМН), церебропротективного препарата с антиоксидантными и гемореологическими свойствами «Эноксифол».
Под его руководством была разработана система прогноза и поиска биологически активных веществ in silico, а также инициировано исследование нового класса гетероциклических веществ — конденсированных производных бензимидазола.

## Биография
1970 — окончил с отличием лечебный факультет Волгоградского ордена Трудового Красного Знамени медицинского института.
1970—1972 — служба военным врачом в Советской Армии
1972 — аспирантура на кафедре фармакологии ВГМИ
1975 — защита кандидатской диссертации «Биохимические аспекты механизмов действия некоторых вазоактивных средств» под руководством Г. В. Ковалева, после чего продолжил работу в ЦНИЛ ВГМИ
1983 — доцент кафедры фармакологии ВГМИ
1984 — защита докторской диссертации «Имидазо-(1,2-а)-бензимидазолы — новый класс кардиотропных средств»
1991—2019 — проректор ВолгГМУ по учебно-воспитательной работе с зарубежными студентами и международной деятельности.
2003 — член-корреспондент РАМН по специальности «Фармакология»
2011 — академик РАМН
2013 — академик РАН
2019 — советник при ректорате ВолгГМУ

## Семья
Отец — Спасов Алексей Александрович (1908—1951). Мать — Спасова (Филатова) Зинаида Степановна (1909—1985). Супруга — Листопад Галина Георгиевна (1948 года рождения, врач). Дочь — Спасова Светлана Александровна.